# Famille Le Bourgeois
 (novembre 2023).
Si vous disposez d'ouvrages ou d'articles de référence ou si vous connaissez des sites web de qualité traitant du thème abordé ici, merci de compléter l'article en donnant les références utiles à sa vérifiabilité et en les liant à la section « Notes et références ».
La famille Le Bourgeois est une famille subsistante d'ancienne bourgeoisie française, originaire de Normandie, distinguée à la fois dans le négoce et les armées, qui a notamment donné deux maires de Dieppe, le premier dès 1763, trois officiers généraux, un évêque, et une quinzaine de membres de l'ordre de la Légion d'honneur.

## Historique
La famille Le Bourgeois est connue à Dieppe depuis la régence d'Anne d'Autriche, représentée par Jacques Le Bourgeois, marchand armateur, père de Jacques II (1647 + 1689), également armateur, et grand-père de Jacques III (1678 + 1719), négociant, officier de la garde bourgeoise et échevin de Dieppe, marié en 1701 à Anne Miffant (1676 + 1710). Ce ménage appartient déjà à un milieu alliant bourgeoisie et noblesse, ayant notamment pour beau-frère le conseiller au Parlement de Normandie Le Chevallier de Thibermont. Jacques III a acheté le 15 mai 1719 une propriété au Thil-Manneville auprès de la famille Dubuc de Lauroy. Il est décédé quelques mois plus tard en septembre 1719. Cette propriété appartient toujours à ses descendants, dont les noms ont changé au gré des successions (Le Bourgeois jusqu'en 1923, puis Tilloy, et Renard depuis la fin du XXe siècle).
Leur fils Jacques Jean, dit Dunkerque (1709 + 1785), armateur et négociant, maire de Dieppe, (1763-1767), meurt au château du Thil-Manneville. La propriété du Thil-Manneville est transmise à son fils (Nicolas David) Simon (1753 + 1829), armateur à Dieppe, officier des canonniers gardes-côtes jusqu'à la Révolution, châtelain du Thil-Manneville, épouse en 1787 Marie Sophie Desmarquets (1760 + 1788), fille d'un maître particulier des eaux et forêts, puis, veuf, en 1793, Rose Allard de Sotteville (1774 + 1842), fille d'un commissaire receveur du Parlement de Normandie, anobli par charge. Du premier lit est issu Simon Frédéric, auteur de la branche aînée des Le Bourgeois, et du second lit Théodore (1794-1833,), conseiller référendaire à la cour des comptes (1822), Alphonse, notaire à Rouen, Achille, auteur de la branche cadette et 3 autres frères et sœurs.

## Branches
- Simon Frédéric Le Bourgeois (1787 + 1818), auteur de la branche aînée, marié en 1810 à Agathe Caroline Mallet, sœur de Jacques, comte Mallet ; d'où Armand Le Bourgeois (1815 + 1879), avocat, maire de Dieppe (1867-1871), député de Seine-Maritime (1871-1879), siégeant au centre droit, marié en 1847 à Sophie du Bos de Fossemanant, sa cousine, parents de : René (1847 + 1929), Saint-Cyr, colonel d'infanterie, officier de la Légion d'honneur (1905)[2], marié en 1873 à Marie Louise du Bos de Fossemanant, sa cousine-germaine ; d'où :
  - Jacques (1877 + 1914), Saint-Cyr, capitaine d'infanterie, mort pour la France, chevalier de la Légion d'honneur, marié en 1901 à Iseult Le Hec de Montossé, d'où : Armand-François Le Bourgeois (1911 + 2005), prêtre, supérieur général des Eudistes (1958), évêque d'Autun et abbé de Cluny (1966-1987), officier de la Légion d'honneur ;
  - Robert (1879 + 1942), ancien élève de Polytechnique, officier du génie, général de brigade (1936), commandeur de la Légion d'honneur, marié en 1911 à Marguerite des Pommare, d'où : Jean (1917 + 1995), Saint-Cyr, officier d'infanterie, général de brigade (1974), commandeur de la Légion d'honneur, d’où postérité ;
- Achille Le Bourgeois (1802 + 1866), auteur de la branche cadette, négociant et armateur, président du tribunal de commerce de Dieppe, chevalier de la Légion d'honneur (1864), marié en 1833 à Marie Laure Arnois de Saint-Philibert (1811 + 1899), nièce d'Agathe Caroline Mallet ; parents d'Arthur (1834 + 1894), école Navale, contre-amiral (1890), commandeur de la Légion d'honneur (1889), d'où postérité, et de Raoul (1839 + 1929), importateur de bois et armateur, président de la chambre de commerce de Dieppe, conseiller général de Seine-Maritime, maire de Cailleville, chevalier de la Légion d'honneur (1895), marié en 1868 à Lucie Leclerc, fille d'un maire de Dieppe et sœur d'un attaché naval à Londres ; d'où :
  - Marcel (1870 + 1957), importateur de bois à la suite de son père, président de la chambre de commerce de Rouen, officier de réserve, officier de la Légion d'honneur et de l'ordre de l'Empire britannique, d'où postérité ;
  - Pierre Le Bourgeois (1879 + 1971), architecte à Nancy et Paris, officier de réserve, chairman du Traffic Exécutive of the Allies (1918-1919), professeur à l’École Spéciale d’Architecture de Paris (1930), membre de l’Académie d’Architecture (1953), officier de la Légion d'honneur, de l’ordre de l’Empire britannique et de l’ordre de Saint-Constantin le Grand (Russie), marié en 1908 à Marie-Louise Simon-Vilgrain, d'où postérité, en particulier Philippe Le Bourgeois, officier de marine de la France Libre, d'où postérité.
- (Nicolas) Alphonse (1795 +1865), notaire à Rouen, propriétaire du château du Thil-Manneville, qu'il restructure très fortement, marié en 1826 avec (Adélaïde) Mélanie Pinel (1808 + 1878), d'où postérité.

### Fonds d'archives
- Archives de l'ordre de la Légion d'Honneur ; au moins treize dossiers individuels correspondent à des membres de cette famille, décorés entre 1864 et 2014.